# 1096 Reunerta
1096 Reunerta là một tiểu hành tinh bay quanh Mặt Trời. Ban đầu nó có tên là 1928 OB. Nó đã được đặt tên cho Theodore Reunert.